# Île de la Piboulette
L'île de la Piboulette est une île située sur le Rhône, appartenant administrativement à Caderousse, dans le département du Vaucluse en région Provence-Alpes-Côte d'Azur.

## Description
Elle s'étend sur plus de 3,7 km de longueur et  à la forme d'une poire. Sa largeur maximale est d'environ 1,1 km pour une largeur minimale de moins de 200 m. 
La départementale 238 la traverse par l'écluse de Caderousse et longe sa côte nord-est durant 1,7 km. 
L'île est classée parmi les Zones Naturelles d’Intérêt Écologique, Faunistique et Floristique (ZNIEFF). Une trentaine de castors y a été répertoriée en 1953.

## Histoire

Hannibal traversant le Rhône

Les historiens proposaient l'île de la Piboulette comme un des lieux possibles où Hannibal aurait pu traverser le Rhône ,,. Si Hannibal traversa bien le Rhône dans la région pour se rendre en Italie en passant par les Alpes, des études récentes n'envisagent pas son passage sur l'île.
L'île est ravagée le 10 janvier 1574 par les Huguenots.
En 1809, alors propriété privée de Mme Gramont, l'île était reliée aux rives du Rhône par deux bacs à traille, l'un côté Vaucluse, l'autre côté Gard.
Le 30 mai 1841, une tornade dévasta l'île et en arracha de nombreux arbres.
Dès 1856, des travaux d'endiguement sont effectués par le duc de Grammont puis un nivellement est fait en 1866.
En 1883, une proposition de bacs est soutenue par les municipalités de Caderousse et Orange. Leurs installations sont en partie financées par ces communes, qui prennent en charge les rampes et chemins d'accès. Ils furent utilisés jusqu'à la Seconde Guerre mondiale.
En 1924, un séisme se fit ressentir sur l'ile qui provoqua des lézardes au chateau
Au centre de l'île, très boisée et giboyeuse avant les aménagements du Rhône, se trouvait avant la Première Guerre mondiale, le château de la Piboulette, en réalité grand pavillon de chasse construit par un certain Lafarge pour accueillir de nombreux convives. Propriété agricole après la Guerre, un incendie détruit le château dans les années 2000. Les bâtiments qui restent sont de nos jours occupés par un Groupement Forestier qui exploite les bois de l’île.
Une scène du roman Le Château des Oliviers, 20 ans après de Frédérique Hébrard, Catherine Velle et François Velle (Flammarion, 2013), se passe sur l'île.